# خافيير عمر مارتينيز
خافيير عمر مارتينيز (بالإسبانية: Javier Omar Martínez)‏ (6 ديسمبر 1971 بسان بيدرو سولا في هندوراس - ) هو مدرب كرة قدم ولاعب كرة قدم هندوراسي في مركز الدفاع. شارك مع منتخب هندوراس لكرة القدم. أما مع النوادي، فقد لعب مع ريال إسبانيا ونادي ماراثون ونادي موتاجوا ‏ ونادي بيدا ونادي فيكتوريا وكوبان إمبيريال.

## وصلات خارجية
- خافيير عمر مارتينيز على موقع الاتحاد الدولي (مؤرشف)  (الإنجليزية)
- خافيير عمر مارتينيز على موقع قاعدة بيانات كرة القدم.إي يو (الإنجليزية)
- خافيير عمر مارتينيز على موقع ناشيونال فوتبول تيمز (الإنجليزية)